# 多花茜草
多花茜草（学名：Rubia wallichiana）为茜草科茜草属下的一个种。

## 扩展阅读
維基物種上的相關：多花茜草